# Ватутино (Белгородская область)
Вату́тино — село в Мандровском сельском поселении Валуйского района Белгородской области России.

## География
Село расположено на берегу речки Палатовки, левом притоке реки Валуй, входящей в бассейн реки Дон. Расстояние до районного центра — г. Валуек 22 км, до центра муниципального образования — с. Мандрово 14 км.

## История
В архивных документах деревня Чепухина (Чепухинка) упоминается ещё в первой половине XVIII века, основателем её был служилый человек Валуйской крепости Аким Васильев сын Чепухин.
Согласно статистическим сведениям Воронежской губернии 1859 года: «Валуйского уезда село казённое Чепухино (Чепухинка) при речке Палатовке», «по правую сторону большого почтового тракта из г. Валуек на г. Воронеж» насчитывала 59 дворов, 400 жителей (205 муж., 195 жен.), имелась православная церковь.
По состоянию на 1900 год в селе Чепухино, что «при речке Палатовке» — 78 дворов, 511 жителей (264 муж., 247 жен.); имеется церковь, два общественных здания, земская школа, винная лавка.
В 1968 г. указом Президиума ВС РСФСР село Чепухино наименовано в Ватутино, в память о генерале армии Николае Фёдоровиче Ватутине.
В селе находится его мемориальный Дом-музей.

## Галерея

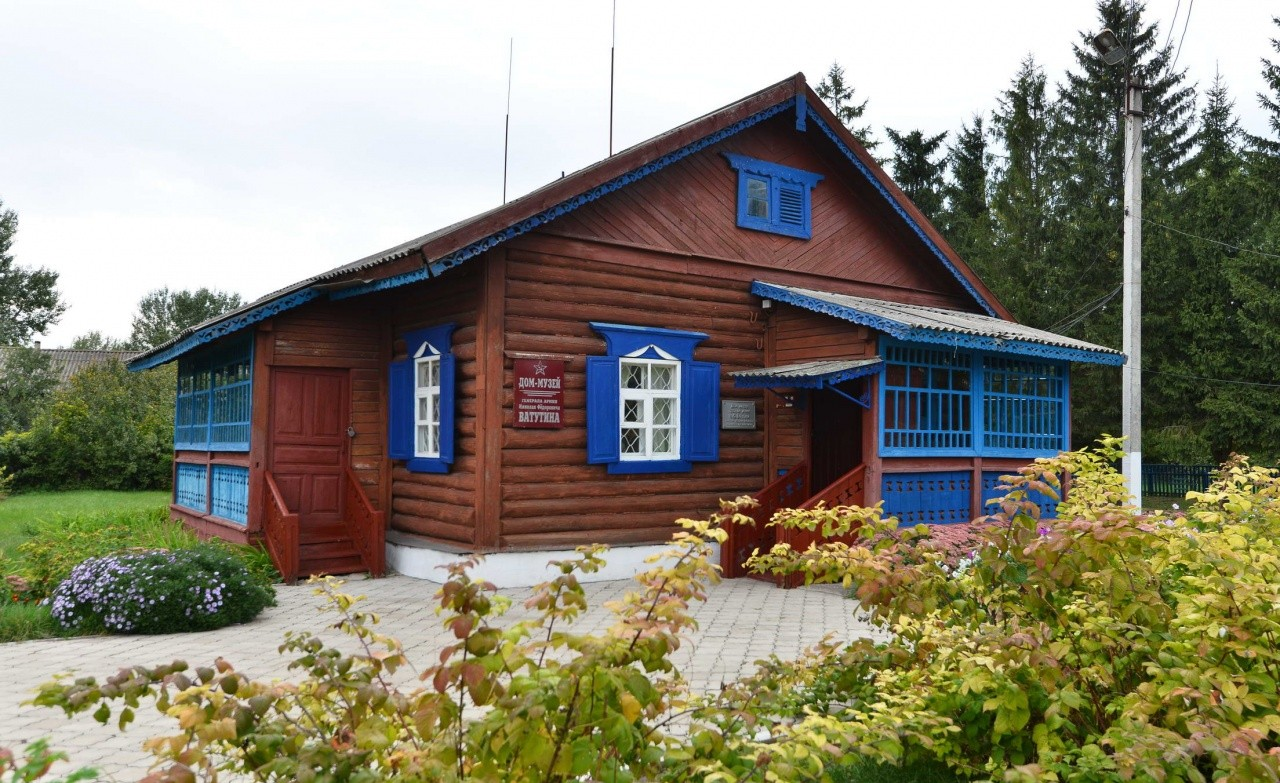
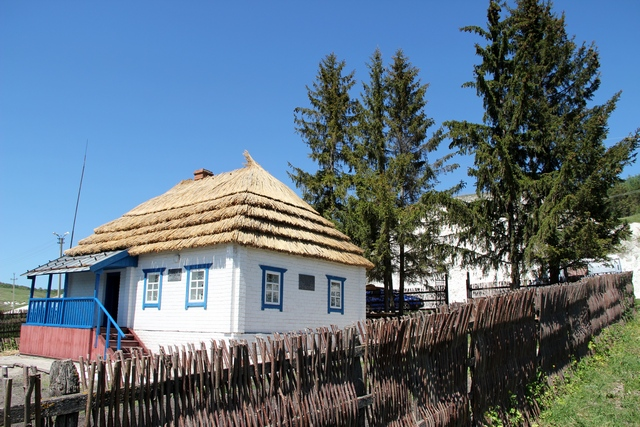
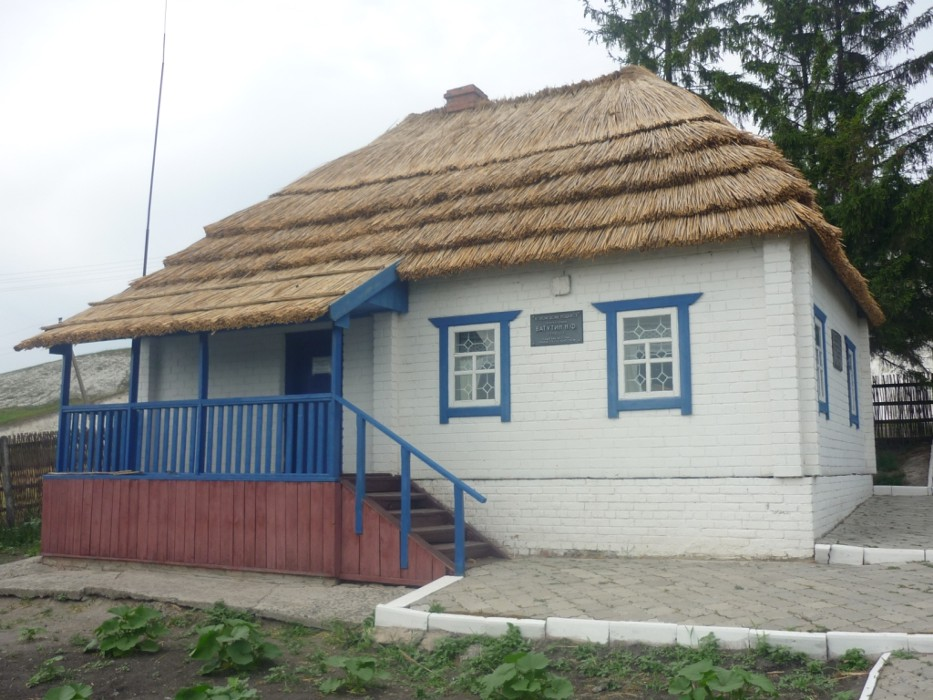
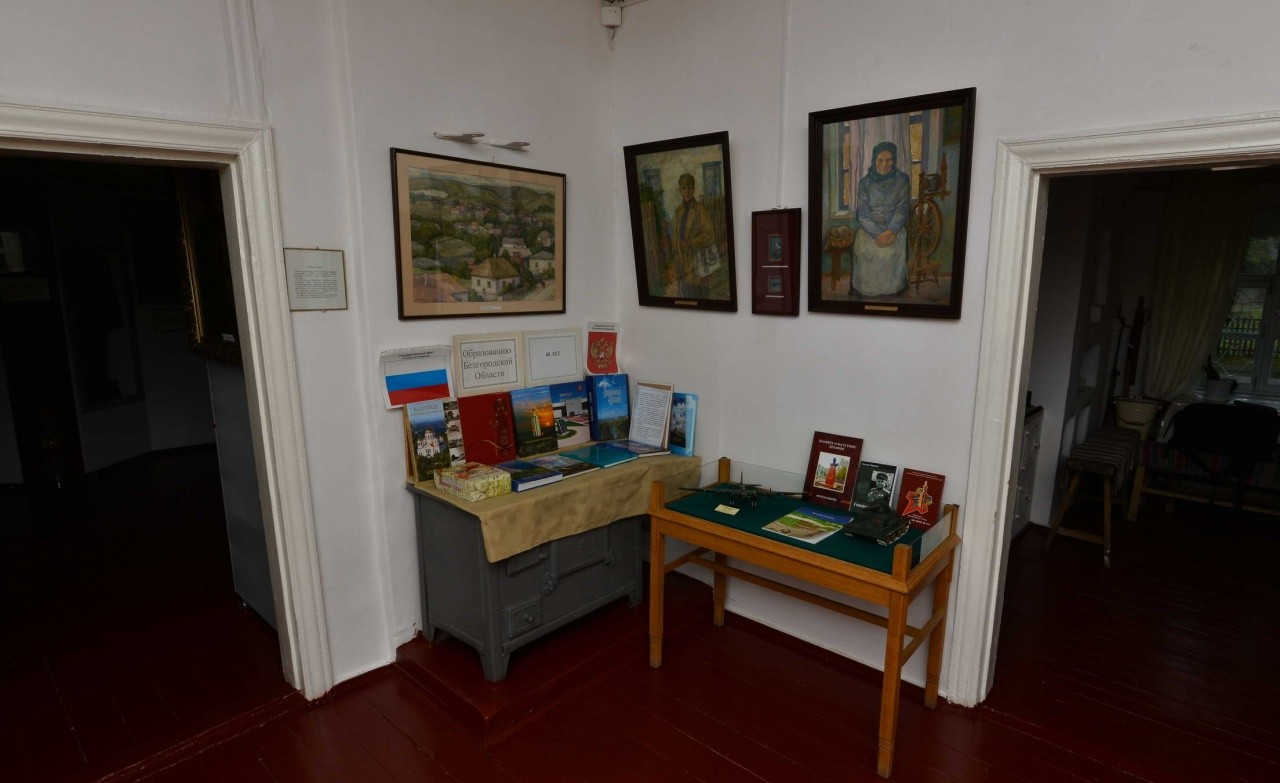
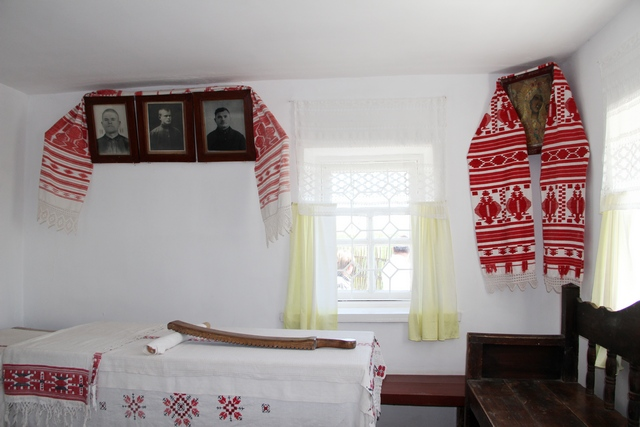

## Население
| 1859 | 1897 | 2002 | 2010 |
| ---- | ---- | ---- | ---- |
| 400  | ↗524 | ↘52  | ↘27  |